# 大切爾尼戈夫卡區

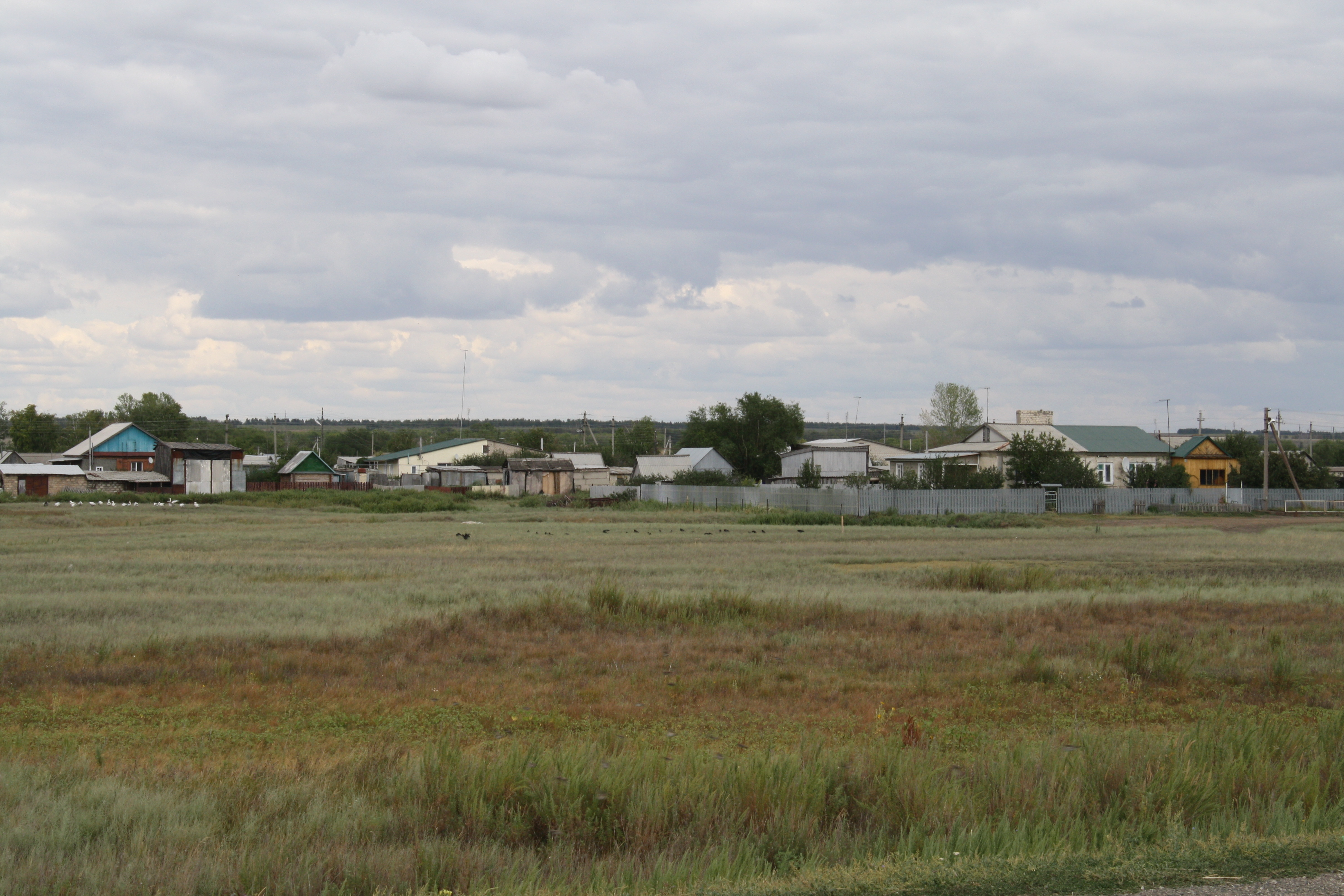

52°05′31″N 50°52′01″E / 52.09194°N 50.86694°E
大切爾尼戈夫卡區（俄语：Большечерниговский район），是俄羅斯的一個區，位於該國西南部，由薩馬拉州負責管轄，面積2,980平方公里，2010年的人口為19,153，人口密度每平方公里6.43人。